# Joey Mead King
Joey Mead King és un personatge televisiu d'origen filipino-iranià, assessora d'estil de vida i de moda, i jurat del famós reality show Asia's Next Top Model, en les temporades dos i tres. Va ser llistada com una de les 100 Women BBC l'any 2018.

## Primers anys
Mead va néixer a les Filipines. La seva mare, Josephine del Pilar-Mead és filipina. El seu pare biològic és d'ascendènciairaniana. Quan tenia 4 anys, ella i la seva mare es van establir a Adelaide, Austràlia, amb el seu padrastre australià Leslie Bertram Mead. Va ser educada a Austràlia Meridional fins a l'adolescència.

## Carrera
Va començar la seva carrera de model als 15, quan vivia a Manila, després a Bangkok i a Hong Kong. Va agafar accent australià i tons americans en viure a Austràlia i l'Àsia. Joey ha adaptat el seu talent d'imitar accents a la feina, convertint-se en una veu popular en els directes en ser capaç de canviar de l'accent filipí, l'australià, el sudafricà, l'americà i el britànic.
Actualment establerta a les Filipines, Mead parla i entén el Tagal.
Va ser vídeojockey en el Channel [V] Internacional de Hong Kong de 1996 a 2000. Va aparèixer en fins 30 portades de revistes filipines. Ha fet diversos anuncis de televisió, campanyes d'anuncis i portades de revista a Singapur, Malàisia, Tailàndia, Japó i Indonèsia. Ha viscut i treballat a Nova York com a model de Ford i està actualment a Ford Los Angeles i San Francisco.
Va tornar a Singapur l'any 2005 per treballar en l'espectacle d'humor Ebuzz en el canal AXN. Allà Joey va entrevistar moltes celebritats de Hollywood.
L'any 2006 Joey va presentar la sèrie de la World Cup a Singapur per a StarHub.
L'any 2008 va començar a presentar en el canal HBO fins al 2009.
L'any 2012 es va anunciar que seria l'assessora de models i co-jurat del programa Asia's Next Top Model durant 3 temporades.
The Kings, un espectacle sobre Angelina Mead King i la seva dona Joey Mead King es va estrenar el juny de 2017a TLC, en el canal de viatges i estil de vida DNAP.

## Vida privada
Activista de PAWS Filipines, Joey és una defensora dels drets animals i en contra de la crueltat animal. Es va traslladar a les Filipines l'any 2007. Es va casar amb Ian King, un empresari filipino-xinès, director de gestió del Tribunal de Victòria i entusiasta dels cotxes, al novembre de 2011.
El 2 de juliol de 2016, el seu marit Ian va anunciar via Instagram que ara és una dona transgènere, que vol ser anomenada Angelina Mead King.